# Corophium stimpsoni
Corophium stimpsoni är en kräftdjursart som beskrevs av Robert Alan Shoemaker 1941. Corophium stimpsoni ingår i släktet Corophium och familjen Corophiidae. Inga underarter finns listade i Catalogue of Life.